# 島根県道24号松江木次線
島根県道24号松江木次線（しまねけんどう24ごう まつえきすきせん）は、島根県松江市と雲南市を結ぶ県道（主要地方道）である。

## 概要

### 路線データ
- 現道
  - 起点：島根県松江市西嫁島2丁目（国道9号交点）
  - 終点：島根県雲南市木次町里方・里方交差点（国道54号交点）
  - 総延長：27.5 km
- 旧道
  - 起点：島根県松江市横浜町（幸町交差点、国道9号交点、島根県道263号浜乃木湯町線起点）
  - 終点：島根県松江市浜乃木4丁目（島根県道263号浜乃木湯町線上、松江市道12798号浜乃木乃木福富線起点）

## 歴史
- 1993年（平成5年）5月11日 - 建設省から、県道松江木次線が松江木次線として主要地方道に指定される[1]。

## 路線状況
旧道の松江市横浜町 - 松江市浜乃木4丁目間は島根県道263号浜乃木湯町線と重複している。
現道と旧道は直接接続しておらず、松江市道12798号浜乃木乃木福富線で分断されている。

### 重複区間
- 現道
  - 島根県道25号玉湯吾妻山線（雲南市大東町大東 地内）
- 旧道
  - 島根県道263号浜乃木湯町線（松江市横浜町 - 松江市浜乃木4丁目 間）

## 地理

### 通過する自治体
- 松江市
- 雲南市

### 交差する道路
| 交差する道路 | 市町村名 | 交差する場所   | 交差する場所                                                                                      |
| 現道 | 現道     | 現道           | 現道                                                                                              |
| --- | -------- | -------------- | ------------------------------------------------------------------------------------------------- |
| 国道9号 国道54号 重複 | 松江市   | 西嫁島2丁目    | 起点                                                                                              |
| 島根県道24号松江木次線 / 旧道 島根県道263号浜乃木湯町線 松江市道12798号浜乃木乃木福富線 松江市道12847号乃木福富側道1号線 | 松江市   | 乃木福富町     |                                                                                                   |
| E9 山陰自動車道 | 松江市   | 乃木福富町     | 26 松江西IC                                                                                       |
| 松江市道12483号大谷柳原線 / 宍道湖南部広域農道                                                                           | 松江市   | 東忌部町（）   |                                                                                                   |
| 島根県道267号海潮宍道線                                                                                                  | 雲南市   | 大東町須賀     |                                                                                                   |
| 島根県道53号大東東出雲線                                                                                                 | 雲南市   | 大東町北村     |                                                                                                   |
| 島根県道268号上久野大東線                                                                                                | 雲南市   | 大東町大東     |                                                                                                   |
| 島根県道25号玉湯吾妻山線                                                                                                 | 雲南市   | 大東町大東     |                                                                                                   |
| 国道54号 | 雲南市   | 木次町里方（） | 里方（）交差点 / 終点                                                                             |
| 旧道 |          |                |                                                                                                   |
| 国道9号 国道54号 重複 島根県道263号浜乃木湯町線 重複区間起点                                                             | 松江市   | 横浜町（）     | 幸町交差点 / 旧道起点【北緯35度27分32.1秒 東経133度3分19.7秒 / 北緯35.458917度 東経133.055472度】 |
| 島根県道193号乃木停車場線                                                                                                | 松江市   | 浜乃木2丁目    |                                                                                                   |
| 島根県道24号松江木次線 / 現道 島根県道263号浜乃木湯町線 重複区間終点 松江市道12798号浜乃木乃木福富線                     | 松江市   | 浜乃木4丁目    | 旧道終点【北緯35度26分40.8秒 東経133度2分54.3秒 / 北緯35.444667度 東経133.048417度】              |

### 周辺の施設など
- 宍道湖
- 海潮温泉
- 海潮のカツラ（国の天然記念物）